# Cratere Vesna
Vesna  è un cratere sulla superficie di Venere.